# Over (South Gloucestershire)
Over – wieś w Anglii, w hrabstwie ceremonialnym Gloucestershire, w dystrykcie (unitary authority) South Gloucestershire. Leży 11 km na północ od miasta Bristol i 172 km na zachód od Londynu.